# Alexander Tioumentsev Barabash
Alexander Tioumentsev Barabash (russisch Александр Андреевич Тюменцев, Alexander Andrejewitsch Tjumenzew; * 4. Oktober 1983 in Achtubinsk, Sowjetunion) ist ein russisch-spanischer Handballspieler.

## Karriere
Alexander Tioumentsev spielte zunächst für CB La Roca. Mit dem Erstligisten SD Octavio stieg der 1,86 m große mittlere Rückraumspieler 2004 aus der Liga ASOBAL ab. 2005 wechselte er zu Bidasoa Irún, mit dem er zweimal am EHF-Pokal teilnahm. 2007 stieg auch Irún ab. Daraufhin unterschrieb er beim Erstligisten BM Ciudad de Almería, mit dem er 2009 erneut in die zweite Liga musste. Anschließend lief er für CB Ciudad de Logroño auf. Mit dem Team aus der Region La Rioja konnte er sich mehrfach für den EHF-Pokal qualifizieren und nahm in der Saison 2013/14 erstmals an der EHF Champions League teil. In der Saison 2014/15 spielte Tioumentsev für den polnischen Verein Wisła Płock, mit dem er den zweiten Platz in der polnischen Liga und im Pokal erreichte. Zudem trat Płock in der EHF Champions League an. Nach einer Spielzeit zog er weiter zum belarussischen Verein Brest GK Meschkow, mit dem er 2016 und 2017 die belarussische Meisterschaft und den Pokal gewann. Von 2017 bis 2019 stand er beim rumänischen Klub CSM Bukarest unter Vertrag. Mit den Hauptstädtern gewann er den EHF Challenge Cup 2018/19. Im Jahr 2019 kehrte der Spielmacher nach Spanien zum Erstligisten CB Huesca zurück. Ab der Saison 2021/22 spielte Tioumentsev für al-Wahda in Saudi-Arabien. Mit diesem Klub nahm er am IHF Super Globe 2021 teil. Zur Saison 2023/2024 erhielt er einen Vertrag bei Blendio Sinfin. In der Saison 2024/2025 lief er bei Club Balonmano Nava auf. Im Sommer 2025 wechselte er zu BM Proin Triana.
Bilanz in der spanischen 1. Liga
| Saison    | Verein               | Spiele | Tore |
| --------- | -------------------- | ------ | ---- |
| 2024/2025 | BM Nava              | 30     | 114  |
| 2023/2024 | Blendio Sinfin       | 19     | 104  |
| 2020/2021 | Bada Huesca          | 31     | 093  |
| 2019/2020 | Bada Huesca          | 03     | 07   |
| 2013/2014 | BM Ciudad de Logroño | 25     | 089  |
| 2012/2013 | BM Ciudad de Logroño | 17     | 054  |
| 2011/2012 | BM Ciudad de Logroño | 23     | 078  |
| 2010/2011 | BM Ciudad de Logroño | 24     | 088  |
| 2009/2010 | BM Ciudad de Logroño | 29     | 088  |
| 2008/2009 | BM Ciudad de Almería | 24     | 112  |
| 2007/2008 | BM Ciudad de Almería | 30     | 063  |
| 2006/2007 | CD Bidasoa           | 30     | 071  |
| 2005/2006 | CD Bidasoa           | 30     | 034  |

## Privates
Alexander Tioumentsevs Vater ist der Handball-Olympiasieger von 1988 Andrei Tjumenzew, der mit seiner Familie 1991 nach Spanien gezogen war, wo er die letzten Jahre seiner Karriere unter Vertrag stand.